# Шенкурский Свято-Троицкий монастырь
Шенкурский Свято-Троицкий монастырь — ныне не действующий православный женский монастырь в городе Шенкурске Архангельской области.

## История
Основан в 1664 году в Шенкурске на месте приходских Екатерининской и Троицкой церквей, при которых жили престарелые бедные женщины, называвшиеся екатерининскими старицами. Разрешение на открытие монастыря исходатайствовала у царя Алексея Михайловича инокиня Марфа, которая и стала первой игуменьей.
В 1764 году в ходе секуляризационной реформы монастырь был упразднён, а 4 монахини его были переведены в Холмогорский Успенский женский монастырь.
В 1778 году восстановлен и стал мужским.
1 ноября 1853 году был заложен крестообразный по плану огромный каменный храм, в продолжении 12 лет здание не доведено было даже до сводов за недостатком денег. Церковный собор был очень скуден, добровольных пожертвований почти не поступало, по газетным объявлениям было получено до 890 рублей, а требовалось 8 тысяч.
11 августа 1857 года случился пожар, нанесший непоправимый ущерб монастырю: сгорела церковь Святой Троицы (Екатерининская церковь сгорела ещё раньше), колокольня, кладовые, часть монастырской стены, монастырский архив и церковное имущество: дорогие оклады, икона пожертвованная Анной Иоанновной и многое другое.
В 1865 году обращён в женский. Тридцать сестёр из Холмогорской обители во главе с настоятельницей Феофанией деятельно принялись за возобновление пришедшего в упадок монастыря.
Игуменья Феофания (Сидорова), настоятельствовавшая в обители в 1866-1888 году, была «старица милосердия, кроткая, а сестрам мать чадолюбия». В её управлении обитель пришла в цветущее состояние, было возведено множество каменных построек, за что она была награждена сребропозлащенным крестом Синода и золотым крестом с брильянтовыми украшениями.
Главными занятиями сестер были уход за животными и обработка земли.
В монастыре хранилась чтимая икона Божией Матери Троеручицы; в день празднования этой св. иконы и в день Св. Троицы вокруг монастыря совершался крестный ход, а 25 июля — в Макарьевскую пустынь.
При монастыре действовали странноприимный дом и мастерская: иконописная, золотошвейная, рукодельная и пр.
К монастырю были приписаны: Макарьевская пустынь (в 16 верстах от него) и Уздринская пустынь, близ впадения реки Уздры в реку Пую, в 112 верстах на юго-западе от Шенкурска.
Рост благосостояния Шенкурской обители позволил содержать значительное число сестёр. В 1917 году в монастыре находилось 64 монахини и 54 послушницы.
В 1918 году новая власть изъяла у монастыря земляные угодья.
Однако в феврале 1920 года в помещении бывшего монастыря были размещены отделы здравоохранения и социального обеспечения.
Весной 1922 года в связи с голодом в Поволжье в уезд пришло постановление об изъятии церковных ценностей (фактически узаконенное их разграбление).
17 июля 1923 года губисполком принял решение о закрытии монастыря. В 1924 году председатель уездисполкома Щеголихин составил докладную записку, что «ШенУМК своевременно данного постановления в жизнь не провел», тем временем «свившееся гнездо «Черни» под нелегальным руководством административно-ссыльного священнослужителя протоиерея Рудинского… преподнесли новые условия уездисполкому».
После переустройства Свято-Троицкой церкви в 1926 году в верхнем этаже разместили «кино» «Революция», в нижнем – краеведческий музей.